# Okręg wyborczy Chipping Barnet
Okręg wyborczy Chipping Barnet powstał w 1974 i wysyła do brytyjskiej Izby Gmin jednego deputowanego. Okręg obejmuje północno-wschodnią część London Borough of Barnet.

## Deputowani do brytyjskiej Izby Gmin z okręgu Chipping Barnet
| Wybory    | Deputowany        | Partia               |
| --------- | ----------------- | -------------------- |
| luty 1974 | Reginald Maudling | Partia Konserwatywna |
| 1979      | Sydney Chapman    | Partia Konserwatywna |
| 2005      | Theresa Villiers  | Partia Konserwatywna |
| 2024      | Dan Tomlinson     | Partia Pracy         |